# Průnik (Star Trek: Stanice Deep Space Nine)
Průnik (v anglickém originále Crossover; v původním českém překladu Odvrácená strana) je v pořadí dvacátá třetí epizoda druhé sezóny seriálu Star Trek: Stanice Deep Space Nine.
Major Kira a doktor Bashir se dostanou do alternativního vesmíru, kde tyransky vládnou Bajorané a odkud se snaží uprchnout do své reality.

## Příběh
Po potížích při průletu červí dírou se major Kira a doktor Bashir dostanou do alternativního vesmíru, kde stanici Terok Nor obývají mimo jiné přesní dvojníci Garaka a Oda a vládne jí protějšek Kiry, jež se označuje jako Intendantka. V této realitě nikdo neví o červí díře a lidé zde nemají žádná práva. Proto je Bashir odsouzen k manuální práci pod sadistickým, lidi nenávidějícím dvojníkem Oda. Intendantka poví Kiře o posledním průniku z druhého vesmíru, který nastal před 100 lety a kterého se účastnil James T. Kirk. Tento incident vedl k vytvoření mocné aliance mezi Klingonskou a Cardassijskou říší, ve které je Bajor rovněž silným hráčem. Intendantka řekne, že nemůže nechat Kiru a Bashira živé, ale major ji přesvědčí, aby je nechala najít cestu zpátky.
Kira se dostane k Bashirovi a poví mu vše, co se dozvěděla. Protože poslední průnik do opačného vesmíru byl zaviněn nehodou transportéru, Bashir předpokládá, že by k návratu zpět mohl být jeden použit. Proto se snaží spřátelit se s místním O'Brienem, který by mohl pomoci, nicméně poraženecký Terran nemá žádný zájem riskovat pomstu svých dozorců. Mezitím Kira téměř uspěje ve shánění pomoci u Quarka, ten je však Garakem, intendantčiným poradcem a gulem cardassijské armády, zatčen za napomáhání útěku Terranů ze stanice.
Major Kira poté navštíví zrcadlového Benjamina Siska, který si zasloužil oproti ostatním Terranům lepší zacházení, neboť vede mise brutální klingonsko-cardassijské aliance. Později Intendantka ujišťuje Kiru, že se nemusí ničeho bát, a navrhne ji, že by se mohly sblížit. Garak poté řekne Kiře, že má v plánu se Intendantky zbavit a že pomůže majorovi a doktorovi v útěku, pokud bude předstírat je Intendantkou, rezignuje a vládu předá Garakovi. Zároveň se zmíní, že pokud nebude spolupracovat, mohl by zapříčinit Bashirovu smrt. Kira poté spěchá k Bashirovi a poví mu, že musí rychle zmizet pomocí runaboutu a průletem červí dírou. S Garakovým plánem seznámí Siska a doufá, že jim pomůže z loajality k Intendantce, on se však k ničemu nemá. Té noci Garak připravuje spustit svůj plán a na večírku nahradit Intendantku Kirou. Mezitím Bashir využije nehody ve zpracovávárně rudy, kde pracuje, zabije dozorce Oda a uprchne.
Zprávy o Bashirově útěku se brzy dostanou i na večírek, doktor ale mezitím stačí najít „Smileyho“ O'Briena, který se rozhodne jim pomoct, nicméně oba jsou zadrženi a předvedeni na večírek před Intendantku. Navzdory Kiřiným prosbám je Bashir odsouzen k smrti, „Smiley“ udělá plamenný proslov shromážděnému davu o tom, co mu Bashir sdělil, o vesmíru, kde Terrané mají respekt a důstojnost. Jeho slova pohnou Siskem, který se obrátí proti Intendantce a pomůže Kiře a Bashirovi uprchnout. Oba se vrátí zpět do svého vesmíru, v zrcadlové realitě nechají protějšky Siska a O'Briena v boji za práva jejich vlastního světa.

## Zajímavosti
- Jedná se o první návštěvu zrcadlového vesmíru v seriálu Deep Space Nine a celkově druhou v celém televizním Star Treku.
- V této epizodě se nachází odkaz na díl „Zrcadlo, zrcadlo“ původního seriálu, kde se do alternativní reality se zápornými postavami dostane po nehodě transportéru kapitán James T. Kirk společně s doktorem McCoyem, Scottym a Uhurou.